# Степан Малигин
Степан Гаврилович Малигин (на руски: Степан Гаврилович Малыгин) е руски арктически изследовател, автор на първото ръководство по навигация на руски език.

## Биография

### Произход и младежки години (1702 – 1736)
Роден е около 1702 година (точната дата и място не са известни). От 1711 до 1717 учи в Московското училище по математически и навигационни науки и след завършването му постъпва в Балтийския флот със звание гардемарин. След четири години, през 1721 г., е произведен в лейтенант.
През 1731 представя в колегията на Адмиралтейството съставеното от него ръководство по навигация на руски език „Сокращённая навигация по карте Картье де-Редюкцион“, което е издадено през 1733. След издаването на ръководството е назначен като преподавател по математика и навигация в Адмиралтейството.

### Участие във Великата северна експедиция (1736 – 1737)

#### Изследвания през 1736 г.
В началото на 1736 е назначен за началник на западния отряд на Великата северна експедиция. Отрядът има за задача да построи в Пустозерск два кораба и с тях да изследва северните брегове на Русия. Пристигайки в Пустозерск, Малигин установява, че от двата заложени за строителство кораби е готов само един. Приемайки мерки за завършване и на втория, той без да губи време, с първия се спуска по река Печора и в края на май достига до устието на реката, но корабът претърпява корабокрушение и получава сериозни повреди, което налага да се върне обратно в Пустозерск и спешно да завършва втория кораб.
На 22 юни 1736 на втория кораб „Об“ се спуска по Печора, навлиза в Печорския залив, но поради голямото количество ледове хвърля котва около остров Дълги, на входа на Хайпударския залив. Там го настигат тръгналите от Архангелск два нови кораба „Първи“ и „Втори“ водени от Алексей Иванович Скуратов и Иван Михайлович Сухотин. В началото на август трите кораба влизат в протока Югорски Шар, от където Малигин изпраща обратно в Архангелск кораба „Об“ с командир Сухотин, който извършва описание на брега на Баренцово и Бяло море на протежение около 2500 км. Останалите два кораба достигат до западния бряг на п-ов Ямал, където са спрени от ледовете и на 18 септември се връщат да зимуват в устието на река Кара, а екипажите се евакуират в Обдорск.
На 7 ноември 1736 г. към зимуващия екипаж се присъединява и геодезистът Василий Михайлович Селифонтов, който още през пролетта на 1736 преминава с еленови впрягове пътя от устието на река Печора до устието на Об. През лятото той описва източното крайбрежие на п-ов Ямал, като поставя в северната част на полуострова няколко маяка и с лодка картира южния бряг на остров Бели, а след това преминава покрай северозападното и западно крайбрежие на Ямал до 72° 35 с.ш., като също поставя знаци. Продължава на юг, проследява цялата западна брегова линия на полуострова и крайбрежието на Байдарацка губа до устието на река Кара, като общата дължина на проследеното от него крайбрежие надхвърля 1800 км. По този начин Селифонтов става първият изследовател на Ямал (площ около 122 хил. км2), като описва не само крайбрежните, но и вътрешните райони на полуострова.

#### Изследвания през 1737 г.
През пролетта на следващата 1737 година екипажът се завръща на корабите и докато очакват стопяването на ледовете и освобождаването на корабите от ледения плен изследват крайбрежието по суша. На 6 юли Малигин с освободените вече кораби плава покрай западния бряг на п-ов Ямал и след 17 дни достига до протока Малигин, отделящ полуострова от открития от него остров Бели (73°15′ с. ш. 70°50′ и. д. / 73.25° с. ш. 70.833333° и. д., 1900 км2), като се ориентира по знаците поставени прдишната година от Селифонтов. За преминаването на дългия 63 км проток Малигин и Скуратов изгубват цели 19 дни, поради насрещните ветрове и ледове и едва на 12 август заобикалят полуострова. Проследяват източния бряг на Ямал и на 3 октомври 1737 се добират до Березов на река Об.
През лятото на 1738 г. Малигин се връща в Петербург и докладва в Адмиралтейството резултатите от своята експедиция. Скуратов остава в долното течение на Об и в началото на юли 1739 с две корабчета (второто командвано от Марк Головин) се отправя на запад към Архангелск, като едно зимуване в устието на Кара, повтаря същия маршрут, но в обратно направление.
В резултат от плаването през 1740 г. Малигин и Скуратов изработват карта на крайбрежието от устието на Печора до устието на Об с дължина повече от 4000 км. За първи път на тази карта се появява названието Карско море, в памет на зимуването им в устието на река Кара. Проведени са хидрографски и астрономически наблюдения, позволяващи да се получат сведения за строежа на морското дъно, теченията, приливите, климата и времето в тези райони на Русия.

### Следващи години (1738 – 1764)
След доклада е повишен в чин капитан и продължава службата си във флота. От 1741 до 1743 командва 54-оръдейния кораб „Архангелск“, а от 1746 до 1760 оръдейния „Северен орел“.
От 1741 до 1748 ръководи Кронщадската щурманска рота. От 1752 до 1762 е комендант на Рижкото пристанище и на тази длъжност участва в Седемгодишната война. От 1762 до смъртта си на 12 септември 1764 е началник на адмиралтейската кантора в Казан със звание капитан-командор.

## Памет
Неговото име носят:
- нос Малигин (73°00′ с. ш. 69°58′ и. д. / 73° с. ш. 69.966667° и. д.) на югозападния бряг на остров Бели в Карско море;
- проток Малигин (72°58′ с. ш. 70°55′ и. д. / 72.966667° с. ш. 70.916667° и. д.) в Карско море, отделящ остров Бели на север от п-ов Ямал на юг;
- два ледоразбивача „Малигин“, построени през 1912 и 1924 г.;
- параход „Лейтенант Малигин“;
- научноизследователски кораб „Степан Малигин“ на Руската академия на науките;
- улици в няколко града на Русия.